# باکرات
باکرات (انگلیسی: Baccarat) شرکت کالای لوکس فرانسوی است، که در سال ۱۷۶۴ تأسیس شد.
ظروف غذاخوری ، لوستر ، شیشه عطر و مجسمه از مهمترین محصولات این شرکت هستند.